# Getcourse
GetCourse — российская интернет-компания, платформа для запуска, продажи и проведения онлайн-курсов. Основана в 2014 года Маратом Нигаметзяновым, Дмитрием Останиным, Тимуром Каримбаевым и Матвеем Калачевым. С 2018 года входит в десятку крупнейших EdTech-компаний России по рейтингу РБК.

## История
В 2010 году один из основателей платформы, Марат Нигаметзянов запустил интернет-магазин оборудования для маникюра. К 2012 году его оборот достиг 400 тысяч рублей в месяц, но выручка перестала расти. Чтобы увеличить поток покупателей, Марат нашёл преподавателя и запустил онлайн-курсы, где мастера могли узнать, как пользоваться фрезами.
В 2013 году к команде присоединился IT-специалист Дмитрий Останин. Предприниматели познакомились в 2010 году, работая вместе в интернет-магазине Ютинет. За две недели партнёры запустили прототип новой площадки, которая получила название GetCourse. На этом этапе на ней уже можно было создавать личные кабинеты для каждого ученика, контролировать оплату, отслеживать, кто прошёл курс до конца, а кто бросил.
В 2013 году к команде присоединился программист Тимур Каримбаев, тоже бывший коллега Марата по «Ютинету». Он помог доработать платформу, выкладывать курсы на которой могли уже участники и других образовательных проектов.
Спустя три месяца после полноценного запуска команда начала запускать на площадке собственные школы. К созданию курсов привлекали экспертов, известных в своей нише. Так на GetCourse появились курсы по рисованию Вероники Калачёвой, «Хакаматон» (Ирина Хакамада), проект «Сила Воли» (Ляйсан Утяшева и Павел Воля) и другие. Сейчас собственными онлайн-школами платформы занимается продюсерский центр GetProduction. Интерес к авторским курсам помог привлечь к площадке сторонние онлайн-школы.
В 2015 году к команде GetCourse в качестве совладельца и генерального директора присоединился Сергей Михайлов, один из основателей CRM-системы Мегаплан.
В 2018 году РБК включил компанию в рейтинг 35-и крупнейших EdTech компаний России, поставив GetCourse на 10-е место.
По состоянию на конец 2021 года платформу GetCourse используют для создания и управления образовательным бизнесом более 15 000 школ, тренеров и блогеров. Она позволяет пользователям запускать образовательные проекты, продавая предварительно записанные уроки или уроки в режиме реального времени, и решать связанные с этим задачи лидогенерации (создание веб-сайта, привлечение клиентов, списки рассылки и т. д.). Компания предлагает клиентам встроенные инструменты управления взаимоотношениями с клиентами (CRM) и аналитики. Сервис интегрирован с платёжными системами и популярными социальными сетями.
Осенью 2021 года был запущен маркетплейс GetCourse, на котором продаются онлайн-курсы, размещенные на платформе.

## Финансовые показатели
Оборот (GMV) платформы в 2020 году оценивался в $0,6 млрд. В 2021 году этот показатель достиг более $1 млрд.
В сентябре 2020 года команда GetCourse впервые привлекла инвестиционные средства, заключив сделку с фондом «ВТБ Капитал». В июле 2021 года долю в GetCourse приобрёл фонд Winter Capital Partners (ключевой инвестор — Интеррос, основатель — Владимир Потанин) вместе с ещё несколькими фондами. Объём привлечённых инвестиций в этом раунде составил $50 млн. Кроме того, в рамках подготовки к сделке был проведён масштабный финансовый, юридический и продуктовый аудит, который показал, что платформа GetCourse во многом функциональнее мировых аналогов и может конкурировать на глобальном рынке.